# Bandile Shandu
Bandile Shandu (Pietermaritzburgo, 19 de enero de 1995) es un futbolista sudafricano que juega en la demarcación de centrocampista para el Orlando Pirates FC de la Liga Premier de Sudáfrica.

## Selección nacional
Tras jugar con la selección de fútbol sub-20 de Sudáfrica, finalmente hizo su debut con la selección absoluta el 25 de marzo de 2022 en un encuentro amistoso contra Guinea que finalizó con un resultado de empate a cero.

## Clubes
| Club                 | País      | Año       | Partidos | Goles |
| -------------------- | --------- | --------- | -------- | ----- |
| Maritzburg United FC | Sudáfrica | 2013-2021 | 160      | 5     |
| Orlando Pirates FC   | Sudáfrica | 2021-     | 108      | 11    |